# Song Kunda
Song Kunda (Schreibvariante: Sun Kunda) ist eine Ortschaft im westafrikanischen Staat Gambia.
Nach einer Berechnung für das Jahr 2013 leben dort etwa 1380 Einwohner, das Ergebnis der letzten veröffentlichten Volkszählung von 1993 betrug 1114.

## Geographie
Song Kunda, in der Upper River Region, Distrikt Kantora, liegt am südlichen Ufer des Gambia-Flusses rund 5,3 Kilometer südöstlich von Fatoto und 5,6 Kilometer nördlich von Nyamanari.

## Kultur und Sehenswürdigkeiten
Nach einer Auflistung des National Centre for Arts and Culture war Song Kunda ein Standort eines Tatos.